# Lee Yun-hwa
Lee Yun-hwa (koreanisch 이연화; * 14. November 1985 in Wonju) ist eine südkoreanische Badmintonspielerin.

## Karriere
Lee Yun-hwa gewann 2005 und 2007 die Canada Open im Dameneinzel. Bei den Asienspielen 2006 reichte es dagegen nur zu Platz 5. 2010 wurde sie Mannschaftsweltmeisterin mit dem südkoreanischen Damenteam durch den Gewinn des Uber Cups.

## Sportliche Erfolge
| Saison | Veranstaltung | Disziplin   | Platz | Name        |
| ------ | ------------- | ----------- | ----- | ----------- |
| 2005   | Canada Open   | Dameneinzel | 1     | Lee Yun-hwa |
| 2006   | Asienspiele   | Dameneinzel | 5     | Lee Yun-hwa |
| 2007   | Canada Open   | Dameneinzel | 1     | Lee Yun-hwa |
| 2010   | Uber Cup      | Damenteam   | 1     | Südkorea    |